# Sterna
Pour l’article homonyme, voir Šterna.
Genre
Sterna est un genre d'oiseaux de la famille des Laridae. Des analyses génétiques ont montré qu'il était paraphylétique et il a donc été séparé en plusieurs genres (Gelochelidon, Hydroprogne, Thalasseus, Sternula, Onychoprion). Les sternes sont également communément appelées hirondelles de mer.

## Étymologie
Sterne, mot de genre féminin, dérive vraisemblablement du terme scandinave Tern via l'anglais et latinisé en sterna depuis au moins le VIIIe siècle. La racine indo-européenne *st_r se retrouve également dans le terme étourneau ou dans le nom du même oiseau en anglais, en allemand ou en danois, à savoir respectivement starling, star et stær.

## Liste des espèces
D'après la classification de référence (version 14.1, 2024) de l'Union internationale des ornithologues, il y a 13 espèces du genre Sterna (ordre philogénique) :
- Sterna aurantia Gray, JE, 1831 – Sterne de rivière ;
- Sterna forsteri Nuttall, 1834 – Sterne de Forster ;
- Sterna trudeaui Audubon, 1838 – Sterne de Trudeau ;
- Sterna paradisaea Pontoppidan, 1763 – Sterne arctique ;
- Sterna hirundinacea Lesson, RP, 1831 – Sterne hirundinacée ;
- Sterna vittata Gmelin, JF, 1789 – Sterne couronnée ;
- Sterna virgata Cabanis, 1875 – Sterne des Kerguelen ;
- Sterna hirundo Linnaeus, 1758 – Sterne pierregarin ;
- Sterna repressa Hartert, EJO, 1916 – Sterne à joues blanches ;
- Sterna sumatrana Raffles, 1822 – Sterne diamant ;
- Sterna dougallii Montagu, 1813 – Sterne de Dougall ;
- Sterna striata Gmelin, JF, 1789 – Sterne tara ;
- Sterna acuticauda Gray, JE, 1831 – Sterne à ventre noir.